# José Manuel Orozco
José Manuel Orozco (nacido el 17 de octubre de 1990, en Mazatlán, Sinaloa, México), es un jugador de béisbol profesional. Juega para los Generales de Durango de la Liga Mexicana de Béisbol.

## Carrera profesional
| Club                         | País                      | Año           |
| ---------------------------- | ------------------------- | ------------- |
| DSL Angels                   | Estados Unidos de América | 2009          |
| Rojos del Águila de Veracruz | México                    | 2010-2012     |
| Leones de Yucatán            | México                    | 2013          |
| Vaqueros Laguna              | México                    | 2014-presente |

## Palmarés

### Campeonatos nacionales
| Título                   | Club                         | País   | Año  |
| ------------------------ | ---------------------------- | ------ | ---- |
| Liga Mexicana de Béisbol | Rojos del Águila de Veracruz | México | 2012 |